# Chlewo (gromada)
Chlewo – dawna gromada, czyli najmniejsza jednostka podziału terytorialnego Polskiej Rzeczypospolitej Ludowej w latach 1954–1972.
Gromady, z gromadzkimi radami narodowymi (GRN) jako organami władzy najniższego stopnia na wsi, funkcjonowały od reformy reorganizującej administrację wiejską przeprowadzonej jesienią 1954 do momentu ich zniesienia z dniem 1 stycznia 1973, tym samym wypierając organizację gminną w latach 1954–1972.
Gromadę Chlewo siedzibą GRN w Chlewie utworzono – jako jedną z 8759 gromad na obszarze Polski – w powiecie tureckim w woj. poznańskim, na mocy uchwały nr 39/54 WRN w Poznaniu z dnia 5 października 1954. W skład jednostki weszły obszary dotychczasowych gromad Chlewo, Stojanów i Świnice Kaliskie ze zniesionej gminy Goszczanów w powiecie tureckim oraz obszary dotychczasowych gromad Chwalęcice i Waliszewice ze zniesionej gminy Staw w powiecie kaliskim – w woj. poznańskim, a także miejscowość Wilkszyce z dotychczasowej gromady Góra ze zniesionej gminy Bartochów w powiecie sieradzkim w  woj. łódzkim. Dla gromady ustalono 16 członków gromadzkiej rady narodowej.
31 grudnia 1971 gromadę zniesiono, a jej obszar włączono do gromady Goszczanów w tymże powiecie.